# Adam i Ewa

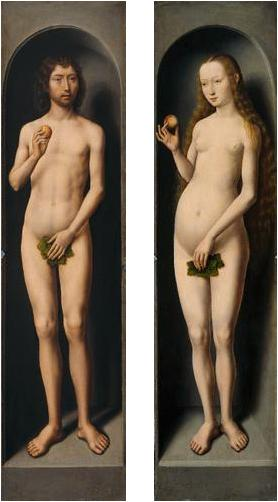
Hans Memling – Adam i Ewa, 1485–1490

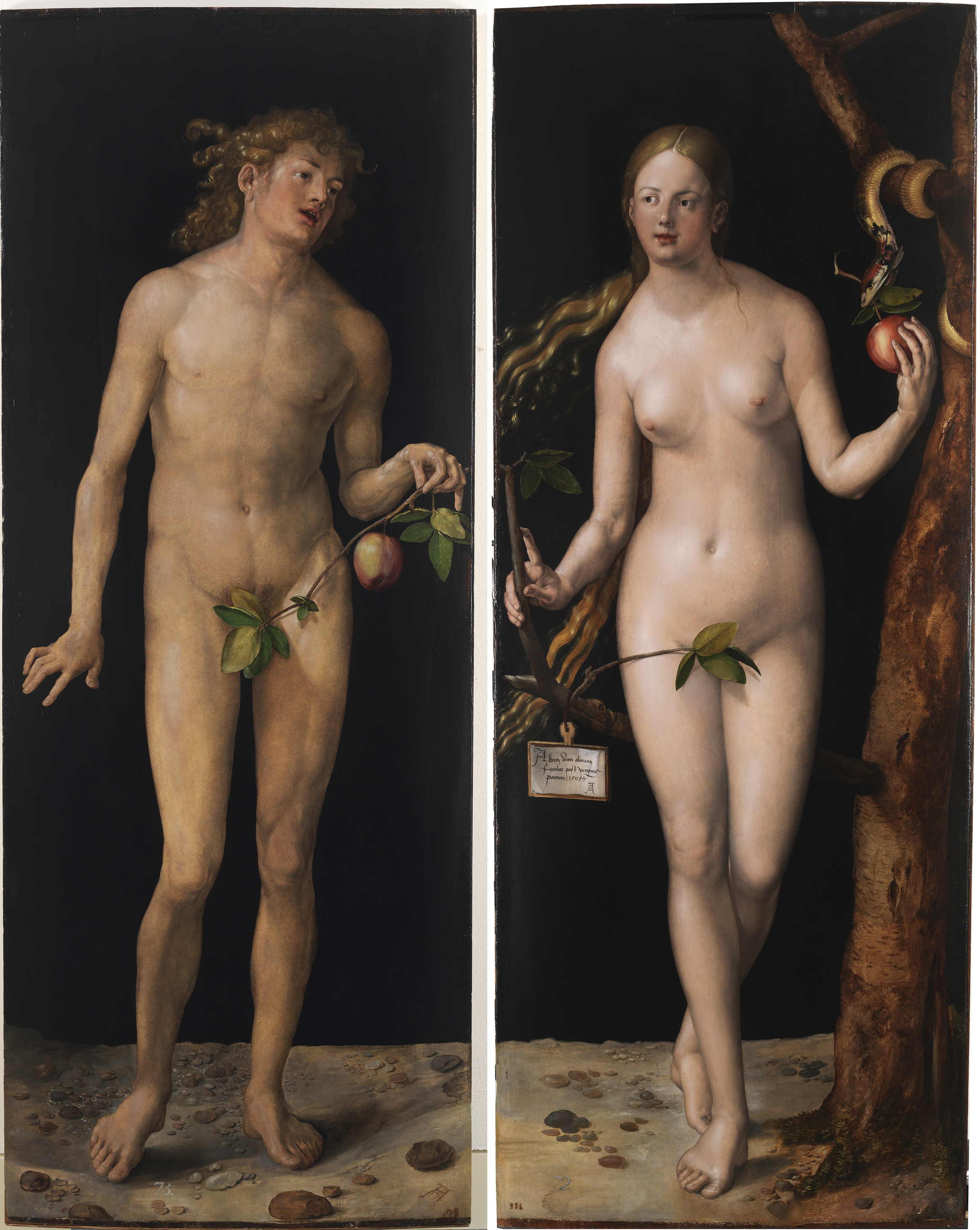
Albrecht Dürer – Adam i Ewa, 1507

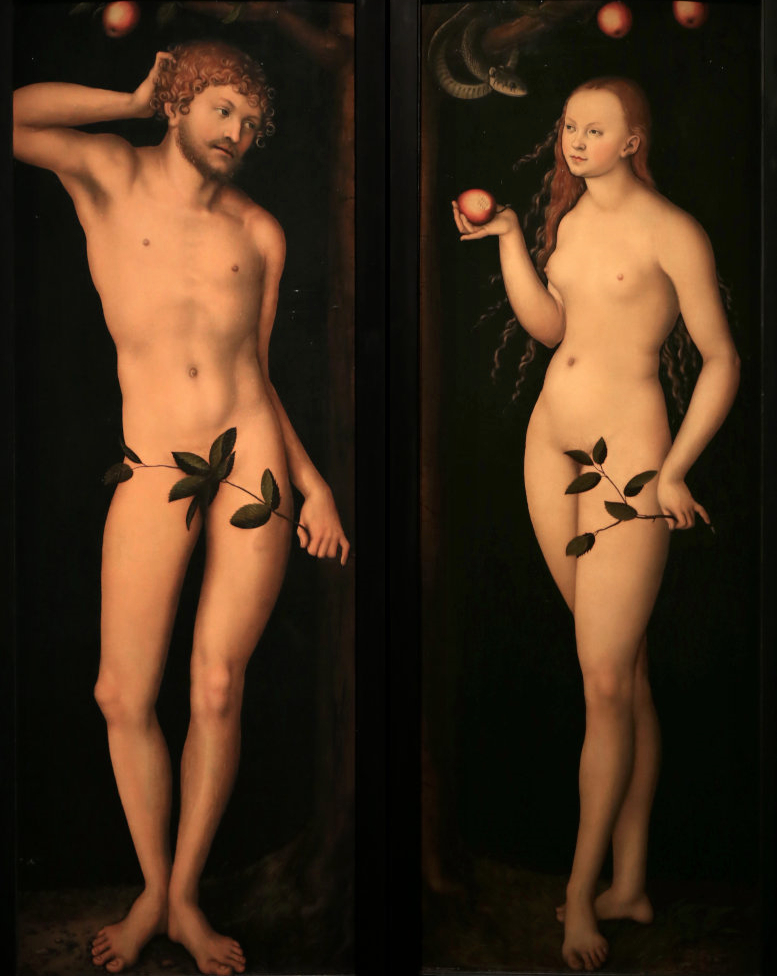
Lucas Cranach starszy – Adam i Ewa, 1528

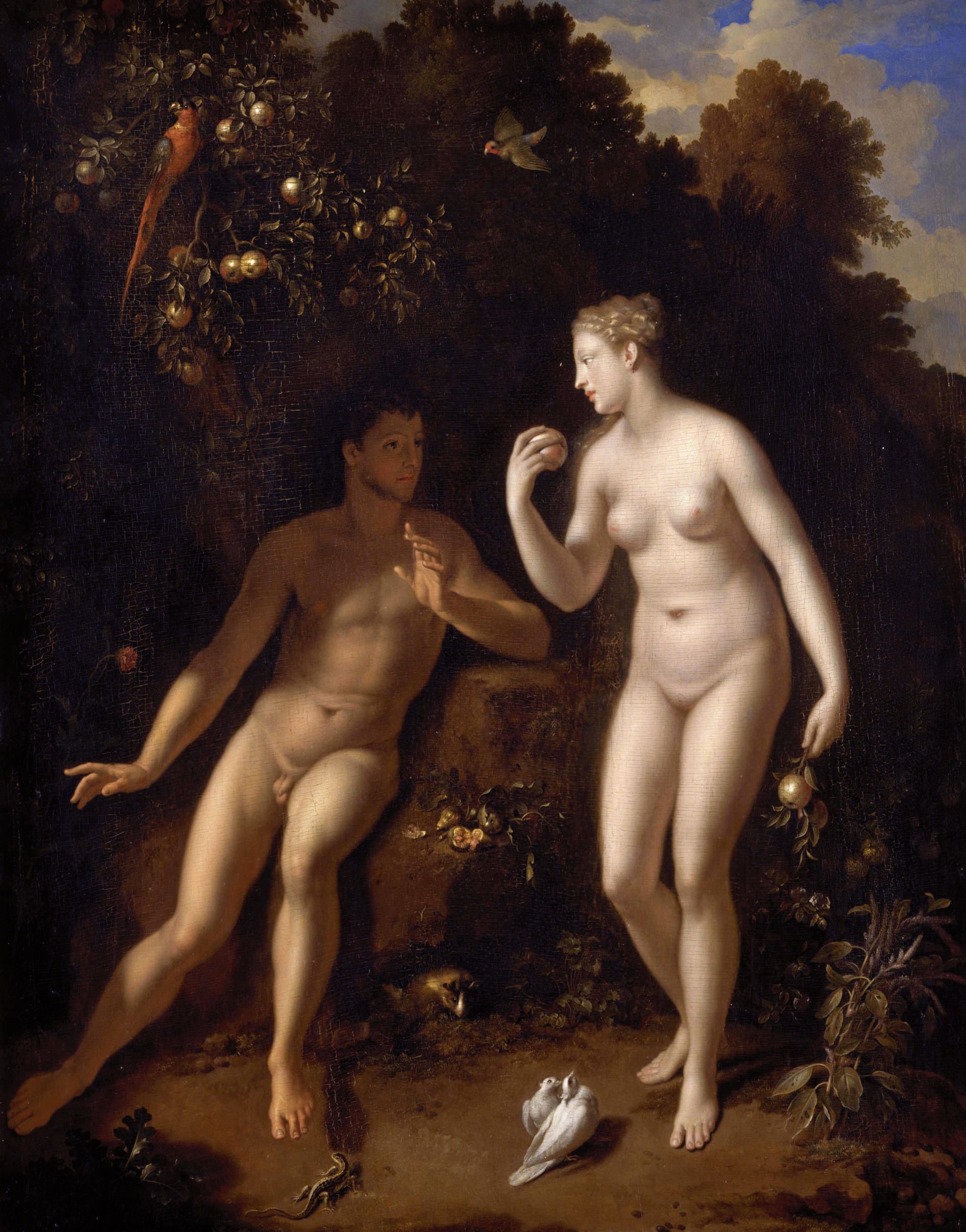
Adriaen van der Werff – Adam i Ewa, 1711

Adam (hebr. ‏אָדָם‎ Āḏām „człowiek” / „mężczyzna”, por. hebr. ‏אָדֹום‎ āḏōm „czerwony”, od koloru ziemi, z której został ulepiony; arab. ‏آدم‎ Ādam) i Ewa (hebr. ‏חַוָּה‎ Ḥawwā „budząca życie”; arab. ‏حواء‎ Ḥawwā’) – według relacji biblijnych, zawartych w Księdze Rodzaju, pierwsi ludzie. Podobną historię zawiera tradycja manichejska; wzbogacona o dodatkowe elementy została też zawarta w Koranie.
Księga Rodzaju zawiera dwie tradycje odnośnie do stworzenia pierwszych ludzi – według starszej Bóg najpierw stworzył Adama, a następnie z jego żebra tworzy Ewę; według młodszej obydwoje zostali stworzeni szóstego dnia.
Adam i Ewa mieszkali w Edenie; Bóg zakazał im jedynie kosztowania owocu z drzewa poznania dobra i zła. Za namową węża-kusiciela Ewa i Adam złamali zakaz. Za ten grzech Bóg ukarał ich wygnaniem z ogrodu i przekleństwem.
Księga Rodzaju z imienia wymienia trzech synów Adama i Ewy: Kaina, Abla i Seta.

## W relacji biblijnej

### Stworzenie
Księga Rodzaju przekazała dwa opisy stworzenia pierwszych ludzi. Według młodszej tradycji szóstego dnia Bóg stworzył zwierzęta, a następnie na swój obraz - mężczyznę i kobietę. Pobłogosławił im, mówiąc Bądźcie płodni i rozmnażajcie się, abyście zaludnili ziemię i uczynili ją sobie poddaną: abyście panowali nad rybami morskimi, nad ptactwem powietrznym i nad wszelkim zwierzęciem naziemnym.
Według starszej tradycji ulepił z prochu człowieka (mężczyznę) i osadził go w ogrodzie w Eden, aby go uprawiał i doglądał. Zabronił mu jedynie spożywania owocu z Drzewa Poznania Dobra i Zła.
Mężczyzna nadał nazwę wszystkim zwierzętom stworzonym przez Boga. Później Bóg zesłał na mężczyznę mocny sen, wyjął jedno z jego żeber, a miejsce to zapełnił ciałem. Po czym Bóg z żebra, które wyjął z mężczyzny, zbudował niewiastę.

### Upadek pierwszych ludzi
Ewa, skuszona przez węża, zdecydowała się zerwać i skosztować owoc z drzewa poznania dobra i zła, a następnie podała go Adamowi. Wtedy obydwoje uświadomili sobie, że są nadzy, więc spletli gałązki figowe, z których zrobili sobie przepaski.
Bóg Jahwe, gdy powiedzieli mu o swoim czynie, najpierw przeklnął węża, dodając Wprowadzam nieprzyjaźń między ciebie a niewiastę, pomiędzy potomstwo twoje a potomstwo jej: ono zmiażdży ci głowę, a ty zmiażdżysz mu piętę. Co do kobiety postanowił: Obarczę cię niezmiernie wielkim trudem twej brzemienności, w bólu będziesz rodziła dzieci, ku twemu mężowi będziesz kierowała swe pragnienia, on zaś będzie panował nad tobą.
Wobec Adama, reprezentującego przyszłą ludzkość, Bóg postanowił: W pocie więc oblicza twego będziesz musiał zdobywać pożywienie, póki nie wrócisz do ziemi, z której zostałeś wzięty; bo prochem jesteś i w proch się obrócisz (Rdz 3,17–19). Przez ten czyn obarczyli całą ludzkość grzechem pierworodnym.

### Potomstwo Adama i Ewy
Synami Adama i Ewy byli Kain i Abel. Gdy Abel został zabity przez Kaina, Adam i Ewa doczekali się trzeciego syna – Seta. Po urodzeniu Seta Adam miał synów oraz córki brak jednak o nich konkretnych informacji w relacjach biblijnych.
Adam według Biblii żył 930 lat (Rdz 5,5).
|      |      | Adam | Adam | Adam | Adam | Adam | Adam |      |      |      |      |      |      | Ewa | Ewa | Ewa | Ewa | Ewa | Ewa |     |     |
|      |      | Adam | Adam | Adam | Adam | Adam | Adam |      |      |      |      |      |      | Ewa | Ewa | Ewa | Ewa | Ewa | Ewa |     |     |
|      |      |      |      |      |      |      |      |      |      |      |      |      |      |     |     |     |     |     |     |     |     |
|      |      |      |      |      |      |      |      |      |      |      |      |      |      |     |     |     |     |     |     |     |     |
| Kain | Kain | Kain | Kain | Kain | Kain |      |      | Abel | Abel | Abel | Abel | Abel | Abel |     |     | Set | Set | Set | Set | Set | Set |

## W apokryfach
Według Księgi Jubileuszów Adam miał zostać umieszczony w Edenie po 40 dniach od jego stworzenia, Ewa natomiast po 80, a przebywać tam mieli równo 7 lat.
Zgodnie z Życiem Adama i Ewy po wygnaniu z Edenu para zamieszkała w chacie znajdującej się na wschód od ogrodu. Aby przebłagać Boga wyznaczyli oni sobie pokutę – Adam miał przez 40 dni stać po szyję w wodach Jordanu, Ewa zaś podobnież w wodach Tygrysu przez 34 dni. Po 18 dniach pokuty Ewie ukazał się Szatan pod postacią cherubina i przekonał ją, iż Bóg wysłuchał ich pokuty. Po wyjściu z wody upadła ona na ziemię i nie była w stanie się podnieść przez dwa dni, a następnie udała się z Szatanem do Adama, którego ten od razu rozpoznał. Zapytawszy o intencje Szatana Adam usłyszał, że został on wygnany przez Boga, gdyż odmówił pokłonienia się pierwszemu człowiekowi.
Po trzech dniach od tamtego wydarzenia Ewa miała dobrowolnie udać się na wygnanie na zachód od ogrodu uznając się za winną obu grzechów. Była wówczas w ciąży z Kainem. Bóg w odpowiedzi na pokutę Adama nauczył go siewu i pozwolił udać się do rodzącej wówczas Ewy. Dzięki jego modlitwom Bóg wysłał również dwóch aniołów, którzy asystowali przy porodzie. Następnie para udała się z powrotem na wschód, gdzie Ewa urodziła Abla. Po jego narodzinach doznała ona wizji zapowiadającej przyszłe bratobójstwo, dlatego para postanowiła rozdzielić rodzeństwo.
Kiedy Adam śmiertelnie zachorował, zgromadził przy sobie całe swoje późniejsze potomstwo liczące po 30 synów i 30 córek i opowiedział im historię swojego upadku. Według niej przebywając w Edenie Adam opiekował się zwierzętami płci męskiej oraz zajmował część wschodnią i północną ogrodu, Ewa zaś sprawowała pieczę nad osobnikami żeńskimi oraz częścią zachodnią i południową Edenu. Gdy Adam umarł, na ziemię przybył Bóg wraz ze wszystkimi aniołami i rozkazał im go pochować, wraz z niepogrzebanym uprzednio Ablem, w miejscu w Ogrodzie Eden, z którego zaczerpnięty został pył, który posłużył Bogu do jego stworzenia. Po śmierci Ewy jej ciało również zostało przeniesione do tego grobu przez trzech aniołów.
W rozdziale 11 Testamentu Abrahama przedstawiona jest wizja dwóch dróg – wąskiej prowadzącej do Nieba oraz szerokiej prowadzącej do Piekła, które to ze złotego tronu, w chwale podobnej do tej boskiej, obserwuje ojciec wszystkich ludzi, Adam. Gdy więcej ludzi kroczy drogą szeroką niż wąską, Adam pada z tronu płacząc i wyrywając sobie włosy z głowy, gdy zaś dzieje się odwrotnie, ponownie nań wchodzi i raduje się z widoku zbawionych dusz.

## W tradycji żydowskiej
Interpretowano cztery greckie litery, składające się na imię Adam, jako symbol czterech stron świata. Filon z Aleksandrii odróżniał Adama niebiańskiego od Adama ziemskiego.

## W tradycji chrześcijańskiej
Łukasz w swojej Ewangelii doprowadził rodowód Jezusa aż do Adama. Z kolei Paweł z Tarsu w Liście do Rzymian zestawił Adama z Jezusem:

Dlatego też jak przez jednego człowieka grzech wszedł na świat, a przez grzech śmierć, i w ten sposób śmierć przeszła na wszystkich ludzi, ponieważ wszyscy zgrzeszyli... Bo i przed Prawem grzech był na świecie, grzechu się jednak nie poczytuje, gdy nie ma Prawa. A przecież śmierć rozpanoszyła się od Adama do Mojżesza nawet nad tymi, którzy nie zgrzeszyli przestępstwem na wzór Adama. On jest typem Tego, który miał przyjść. Ale nie tak samo ma się rzecz z przestępstwem jak z darem łaski. Jeżeli bowiem przestępstwo jednego sprowadziło na wszystkich śmierć, to o ileż obficiej spłynęła na nich wszystkich łaska i dar Boży, łaskawie udzielony przez jednego Człowieka, Jezusa Chrystusa (...). A zatem, jak przestępstwo jednego sprowadziło na wszystkich ludzi wyrok potępiający, tak czyn sprawiedliwy Jednego sprowadza na wszystkich ludzi usprawiedliwienie dające życie.

Kościół naucza, że Adam i Ewa posiadali:
1. dar nadprzyrodzony łaski, tzn. człowiek od pierwszego momentu swego zaistnienia powołany był do wspólnoty z Bogiem
2. dary naturalne, właściwe naturze ludzkiej (ciało, dusza, możliwość poznania rozumowego, wolna wola, naturalne talenty)
3. Cztery tzw. dary pozaprzyrodzone.
  1. dar harmonii (panowanie nad ciałem, popędami),
  2. dar nieśmiertelności,
  3. dar wolności od cierpień,
  4. dar wiedzy[10]

Po grzechu i odkupieniu dary pozaprzyrodzone nie zostały człowiekowi zwrócone.
Augustyn z Hippony w jednym z listów twierdził, że nie ma wątpliwości, co do tego, czy Adam został zbawiony. To stanowisko – za Augustynem – przyjmowali średniowieczni teolodzy.
W Kościele wschodnim Adam i Ewa są czczeni jako święci, a ich wspomnienie jest obchodzone w niedzielę przed Bożym Narodzeniem oraz 25 marca.
Adam i Ewa pojawili się też w kilku martyrologiach łacińskich – pod datami 25 marca, 24 kwietnia i 23 sierpnia.

## Według tradycji islamskiej
Według Koranu aniołowie sprzeciwiali się stworzeniu Adama, gdyż oni zawsze będą czcili i wielbili Boga, zaś z człowiekiem wiąże się zniszczenie i rozlew krwi. Mimo to Bóg stworzył Adama i nauczył go imion wszystkich rzeczy; nie wyjawił ich aniołom, którzy mieli być posłuszni człowiekowi. Wtedy Iblis, szatan, zbuntował się, twierdząc, że jako stworzony z ognia stoi wyżej od istoty stworzonej z gliny.
Przez wyznawców islamu Adam uznawany jest za pierwszego proroka. Według at-Tabariego Adam zbudował Kaabę.

## W ikonografii

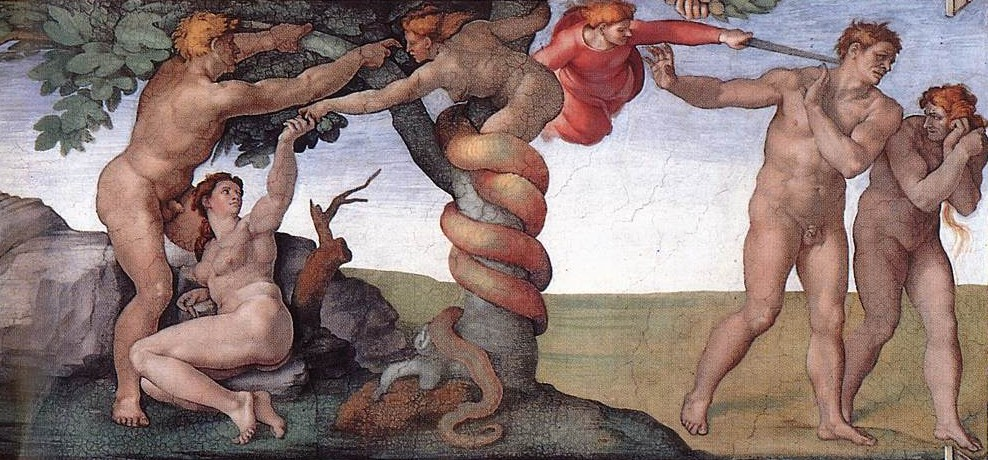
Fresk z kaplicy Sykstyńskiej. Wypędzenie z raju

W scenach biblijnych Adama i Ewę przedstawia się następująco: stworzenie Ewy obok Adama leżącego na ziemi; scena w raju: Adam w przepasce z liści figowych stoi pod drzewem wraz z Ewą, która podaje mu owoc zerwany z drzewa (czasami winogrona); Adam i Ewa wypędzani z raju przez anioła.
Motyw dwu postaci pod drzewem, z wężem owiniętym wokół pnia, był obecny w sztukach plastycznych już od czasów wczesnochrześcijańskich (np. freski z katakumb). Szczególną popularność zyskał on w dobie renesansu. Ten fragment Biblii zainspirował artystów tej miary co Jan van Eyck (1395–1441), Hugo van der Goes (ok. 1440–1482), Hieronim Bosch (ok. 1460–1516), Albrecht Dürer (1471–1528), Lucas Cranach starszy (1472–1553), Palma Vecchio (1480–1520), Tycjan (ok. 1480–1576), czy Tintoretto (1518–1594). Na szczególną uwagę zasługuje twórczość Cranacha Starszego, który namalował serię obrazów nawiązujących do rajskiej sceny kuszenia prarodziców. W XVII w. temat nie poszedł w zapomnienie. Odnaleźć go można m.in. w dziełach Rembrandta van Rijn (1606–1669). Zainteresowanie artystów tym tematem, poza względami religijnymi, wynikało także z faktu, że dawał on niepowtarzalną i niczym nieskrepowaną okazję do zaprezentowania aktu mężczyzny i kobiety.
Atrybutami są: baranek, kłos i łopata, symbol troski o pożywienie.

## Interpretacje w piśmiennictwie
W historii myśli opowieść o Adamie i Ewie była przedmiotem licznych interpretacji.
Według Jerzego A. Kowalskiego Eden, urodzajny, rajski ogród, można traktować jako barwną wizję stanowiącą zbiorowe wspomnienie tych czasów, kiedy ludzie nie zajmowali się jeszcze koczowniczym pasterstwem ani rolnictwem; czasów, zanim jeszcze zmuszeni byli udać się na długotrwałe, pełne niebezpieczeństw wędrówki i tułaczki. Była to wizja ich pradawnych siedzib, utraconej bezpowrotnie przedwiecznej oazy – bezpiecznej strefy obfitej roślinności, w której tradycyjne zbieractwo i łowiectwo wystarczały, by się wyżywić. Późniejsze zmienne koleje losu, przyjęcie rolnictwa, które wymagało wielkiego trudu i znoju, wszystko to stanowiło nieprzyjemny kontrapunkt w pamięci zbiorowej wobec wspomnienia czasów archaicznej szczęśliwości. Zakrycie nagości („listek figowy”) mogło zostało skojarzone z tymi przemianami i stać się cezurą rozdzielającą te dwie zasadniczo odmienne epoki w życiu społeczności.
Wcześniej znane były mity sumeryjskie i babilońskie o podobnej treści. Był to więc temat dość żywy w kulturze tamtych czasów. W mitycznej parze bohaterów można widzieć protoplastów społeczności, którzy odłączyli się, na przykład poprzez ucieczkę lub porwanie narzeczonej, od głównej grupy rodowej rządzonej przez patriarchę i osiedlili się w nowym miejscu. Z takim czynem mogło się wiązać poczucie winy i wyrzuty sumienia, ów „grzech pierworodny”, który zaciążył właściwie nad całą ogólną wymową Starego Testamentu. Można przypuszczać, że wyrzuty sumienia dotyczyły przede wszystkim porzucenia własnych rodziców, własnego plemienia, zaparcia się ich, złamania uświęconej tradycji. A stąd był już tylko krok do przekonania, że winy te trzeba zmazać, odpokutować, ponieważ są przyczyną przydarzających się niepowodzeń i przeciwności losu, zsyłanych przez rozgniewanych bogów plemienia.